# 과학카페
《과학카페》는 2006년 11월 3일부터 2012년 5월 7일까지 방송된 KBS 1TV의 과학 전문 교양 프로그램이다.

## 개요
2006년 신설 당시 이름은 과학 카페 다빈치 프로젝트였다. 주요한 소재로는 심층취재로 실생활에 널리 이용하는 과학을 알게 하는 메인 코너, 식품의 과학, 애니멀 사이언스 등으로 구성된 2개의 서브 코너로 방송되었다. 농업과 환경 소재를 다루는 그린 사이언스와 현대 과학으로 풀기가 어려운 소재로 미래를 제시하는 사이언스 if가 방송되었다.

## 역대 진행자
- 1대 : 한석준 (2006년11월 3일 ~ 2007년 4월 27일)
- 2대 : 최송현 (2007년 5월 5일 ~ 2008년 6월 21일)
- 3대 : 백승주 (2008년 6월 28일 ~ 2010년 5월 8일)
- 4대 : 유지원 (2010년 5월 10일 ~ 2012년 5월 7일)

## 방송 시간
| 방송 채널 | 방송 기간                          | 방송 시간                    |
| --------- | ---------------------------------- | ---------------------------- |
| KBS 1TV   | 2006년 11월 3일 ~ 2007년 4월 27일  | 매주 금요일 밤 10:00 ~ 11:00 |
| KBS 1TV   | 2007년 5월 5일 ~ 2008년 3월 8일    | 매주 토요일 저녁 7:10 ~ 8:10 |
| KBS 1TV   | 2008년 3월 15일 ~ 2008년 3월 22일  | 매주 토요일 저녁 7:00 ~ 8:10 |
| KBS 1TV   | 2008년 3월 29일 ~ 2008년 8월 2일   | 매주 토요일 저녁 7:10 ~ 8:10 |
| KBS 1TV   | 2008년 8월 9일                     | 토요일 저녁 7:30 ~ 8:10      |
| KBS 1TV   | 2008년 8월 23일                    | 토요일 저녁 6:55 ~ 7:55      |
| KBS 1TV   | 2008년 8월 30일 ~ 2008년 11월 8일  | 매주 토요일 저녁 7:10 ~ 8:10 |
| KBS 1TV   | 2008년 11월 15일                   | 토요일 저녁 7:00 ~ 8:00      |
| KBS 1TV   | 2008년 11월 18일 ~ 2009년 2월 24일 | 매주 화요일 밤 11:30 ~ 12:15 |
| KBS 1TV   | 2009년 3월 7일 ~ 2010년 5월 8일    | 매주 토요일 저녁 7:10 ~ 8:00 |
| KBS 1TV   | 2010년 5월 10일 ~ 2010년 12월 27일 | 매주 월요일 밤 11:30 ~ 12:20 |
| KBS 1TV   | 2011년 1월 3일 ~ 2012년 5월 7일    | 매주 월요일 밤 11:40 ~ 12:30 |

## 지역 방송국 프로그램
| 프로그램          | 방송국  | 진행자 |
| ----------------- | ------- | ------ |
| 집중인터뷰 이사람 | KBS광주 | 임정섭 |

## 제작
- KBS 다큐멘터리국
  - 책임프로듀서: 이강주
  - 프로듀서: 이치훈, 김윤환, 박은희, 홍기호
  - 보조작가: 김경미, 김나경
  - 행정: 전정숙
  - FD: 원영수

- 특수영상
  - 2D: 이선형, 이소현
  - 3D: 전부민, 전부원, 허성관, 김동진

- 가상스튜디오
  - 디자인 : 이세연, 이철호, 임근섭
  - 운용 : 송기중

- 녹화: TS-4
- NLE 제작편집 : 홍진석
- 사운드마스터 : 정강선
- 음악 : 박춘앵, 이대성
- 효과 : 최경상, 김성필
- 내레이션 : 안지환, 유지원
- 인터넷 : 김계연, 김민양

## 같이 보기
- 과학
- 과학스페셜, 궁금한 일요일 장영실쇼 (KBS 1TV)
- 발칙한 사물 이야기 다빈치 노트, 과학수사대 스모킹 건, 셀럽병사의 비밀 (KBS 2TV)
- 최고다! 호기심딱지 (EBS 1TV)
- 사이언스 탐정, 한자로 통(通)하는 삼국지 (EBS 2TV)
- 권용주, 김나진의 차카차카 (MBC 표준FM)

## 결방 및 편성 변경 안내
2007년
- 9월 22일 : 추석 특집 편성으로 인해 결방.

2008년
- 8월 9일 : 《2008년 베이징 하계 올림픽》 중계방송으로 인해 저녁 7시 30분부터 8시 10분까지 방송.
- 8월 16일 : 《2008 베이징 하계 올림픽》 중계방송으로 인해 결방.
- 8월 23일 : 《2008년 베이징 하계 올림픽》 중계방송으로 인해 저녁 6시 55분부터 7시 55분까지 방송.
- 11월 15일 : KBS 대기획 농업강소국, 희망의 조건 다큐멘터리 방송 편성으로 인해 저녁 7시부터 8시까지 방송.